# Белославец
Белославец је насељено место у саставу општине Беденица у Загребачкој жупанији, Република Хрватска.

## Историја
До територијалне реорганизације у Хрватској налазио се у саставу старе општине Свети Иван Зелина.

## Становништво
На попису становништва 2011. године, Белославец је имао 263 становника.

## Попис1991.
На попису становништва 1991. године, насељено место Белославец је имало 330 становника, следећег националног састава:
| Попис 1991.‍ | Попис 1991.‍ | Попис 1991.‍ | Попис 1991.‍ | Попис 1991.‍ |
| ----------- | ----------- | ----------- | ----------- | ----------- |
|             |             |             |             |             |
| Хрвати      | Хрвати      |             | 325         | 98,48%      |
| Срби        | Срби        |             | 1           | 0,30%       |
| непознато   | непознато   |             | 4           | 1,21%       |
| укупно: 330 |             |             |             |             |